# Carex nicoloffii
Carex nicoloffii là một loài thực vật có hoa trong họ Cói. Loài này được Pamp. mô tả khoa học đầu tiên năm 1903.